# Cúp Liên đoàn các châu lục 2003
Cúp Liên đoàn các châu lục 2003 là lần tổ chức thứ sáu của Cúp Liên đoàn các châu lục, diễn ra tại Pháp từ ngày 18 đến ngày 26 tháng 6 năm 2003. 
Đương kim vô địch và chủ nhà Pháp đã bảo vệ thành công danh hiệu của họ sau khi vượt qua Cameroon 1–0 sau 120 phút thi đấu trong trận chung kết bằng bàn thắng duy nhất của Thierry Henry. Tuy nhiên điểm nhấn của giải đấu chính là việc tuyển thủ Cameroon Marc-Vivien Foé đột tử ở trận bán kết với Colombia. Tình huống diễn ra ở phút 72 khi Cameroon đang dẫn trước 1–0, Foé đột nhiên ngã qụy xuống sân và bất động, tim ngừng đập. Mặc dù đã được đưa đi cấp cứu sau đó nhưng Foé đã không qua khỏi.
Tại lễ trao giải, hai cầu thủ Cameroon cầm một bức ảnh khổ lớn của Foé, và một huy chương á quân được treo ở mép bức ảnh. Khi đội trưởng đội tuyển Pháp, Marcel Desailly, được trao Cúp Liên đoàn các châu lục, anh đã không nâng nó lên cao mà cùng nâng với đội trưởng Cameroon Rigobert Song. Foé về thứ ba trong cuộc bầu chọn của phương tiện truyền thông dành cho cầu thủ xuất sắc nhất giải đấu và được trao Quả bóng đồng sau khi kết thúc giải.

## Các đội giành quyền tham dự
| Đội         | Liên đoàn | Tư cách tham dự                         | Ngày giành quyền tham dự | Lần tham dự |
| ----------- | --------- | --------------------------------------- | ------------------------ | ----------- |
| Pháp        | UEFA      | Chủ nhà và vô địch UEFA Euro 2000       |                          | Thứ 2       |
| Brasil      | CONMEBOL  | Vô địch FIFA World Cup 2002             | 30 tháng 6 năm 2002      | Thứ 4       |
| Nhật Bản    | AFC       | Vô địch Cúp bóng đá châu Á 2000         | 29 tháng 10 năm 2000     | Thứ 3       |
| Colombia    | CONMEBOL  | Vô địch Cúp bóng đá Nam Mỹ 2001         | 29 tháng 7 năm 2001      | Thứ 1       |
| Hoa Kỳ      | CONCACAF  | Vô địch Cúp Vàng CONCACAF 2002          | 2 tháng 2 năm 2002       | Thứ 3       |
| Cameroon    | CAF       | Vô địch Cúp bóng đá châu Phi 2002       | 10 tháng 2 năm 2002      | Thứ 2       |
| Thổ Nhĩ Kỳ  | UEFA      | Hạng ba FIFA World Cup 20021            | 29 tháng 6 năm 2002      | Thứ 1       |
| New Zealand | OFC       | Vô địch Cúp bóng đá châu Đại Dương 2002 | 14 tháng 7 năm 2002      | Thứ 2       |

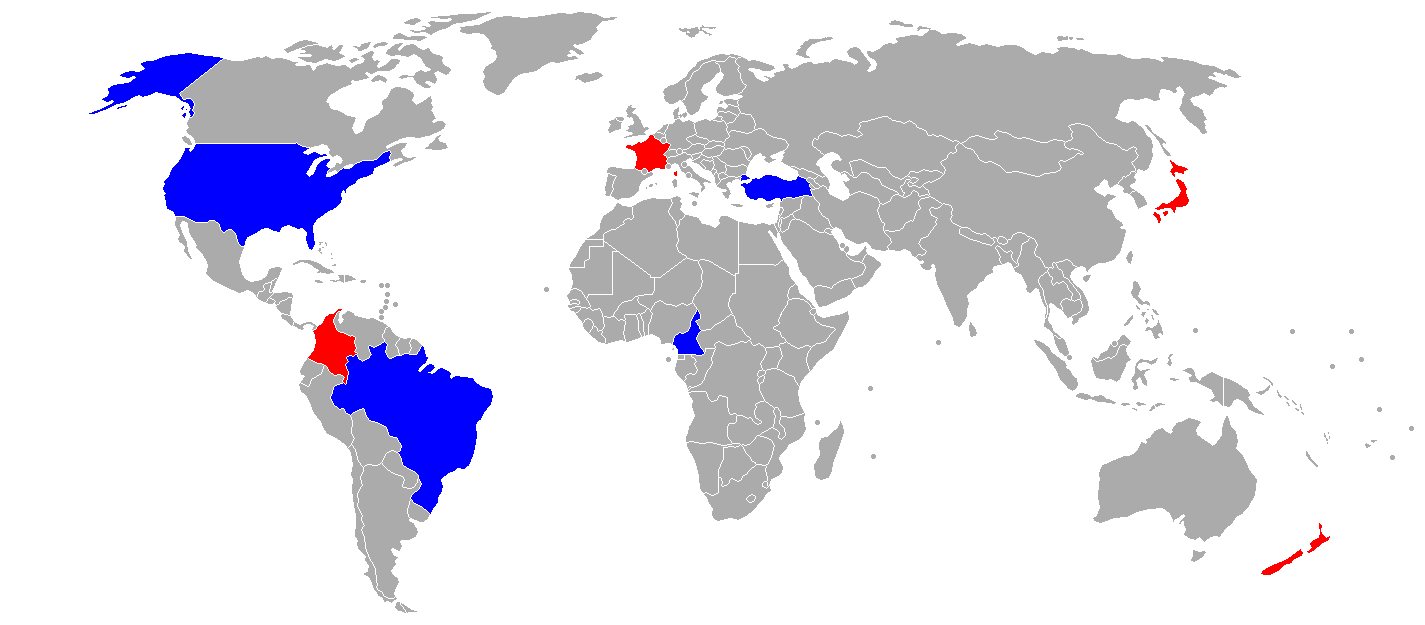
Các đội giành quyền tham dự Cúp Liên đoàn các châu lục 2003

1Đức mặc dù giành vị trí á quân World Cup 2002, tuy nhiên họ từ chối tham dự cùng với Ý, đội giành ngôi á quân Euro 2000. Thổ Nhĩ Kỳ, đội đứng thứ ba World Cup 2002 được đặc cách tham dự giải đấu này.

## Địa điểm
| Paris (Saint-Denis)                      | Lyon                                        | Saint-Étienne                                  |
| ---------------------------------------- | ------------------------------------------- | ---------------------------------------------- |
| Stade de France                          | Sân vận động Gerland                        | Sân vận động Geoffroy-Guichard                 |
| 48°55′28″B 2°21′36″Đ / 48,92444°B 2,36°Đ | 45°43′26″B 4°49′56″Đ / 45,72389°B 4,83222°Đ | 45°27′38,76″B 4°23′24,42″Đ / 45,45°B 4,38333°Đ |
| Sức chứa: 80.000                         | Sức chứa: 41.200                            | Sức chứa: 36.000                               |
|                                          |                                             |                                                |
| Saint-DenisLyonSaint-Étienne             |                                             |                                                |

## Danh sách trọng tài
| CAF - Coffi Codjia (Bénin) AFC - Masoud Moradi (Iran) UEFA - Lucílio Batista (Bồ Đào Nha) - Valentin Valentinovich Ivanov (Nga) - Markus Merk (Đức) | CONCACAF - Carlos Batres (Guatemala) OFC - Mark Shield (Úc) CONMEBOL - Carlos Amarilla (Paraguay) - Jorge Larrionda (Uruguay) |

## Vòng bảng

### Bảng A
| Đội         | ST | T | H | B | BT | BB | HS  | Đ | Giành quyền tham dự |
| ----------- | -- | - | - | - | -- | -- | --- | - | ------------------- |
| Pháp        | 3  | 3 | 0 | 0 | 8  | 1  | +7  | 9 | Bán kết             |
| Colombia    | 3  | 2 | 0 | 1 | 4  | 2  | +2  | 6 | Bán kết             |
| Nhật Bản    | 3  | 1 | 0 | 2 | 4  | 3  | +1  | 3 |                     |
| New Zealand | 3  | 0 | 0 | 3 | 1  | 11 | −10 | 0 |                     |

| New Zealand | 0–3       | Nhật Bản                       |
| ----------- | --------- | ------------------------------ |
|             | Chi tiếtt | Nakamura 12', 75' · Nakata 65' |

| Pháp              | 1–0      | Colombia |
| ----------------- | -------- | -------- |
| Henry 39' (ph.đ.) | Chi tiết |          |

| Colombia                              | 3–1      | New Zealand     |
| ------------------------------------- | -------- | --------------- |
| López 58' · Yepes 75' · Hernández 85' | Chi tiết | de Gregorio 27' |

| Pháp                          | 2–1      | Nhật Bản     |
| ----------------------------- | -------- | ------------ |
| Pirès 43' (ph.đ.) · Govou 65' | Chi tiết | Nakamura 59' |

| Pháp                                                         | 5–0      | New Zealand |
| ------------------------------------------------------------ | -------- | ----------- |
| Kapo 17' · Henry 20' · Cissé 71' · Giuly 90+1' · Pirès 90+3' | Chi tiết |             |

| Nhật Bản | 0–1      | Colombia      |
| -------- | -------- | ------------- |
|          | Chi tiết | Hernández 68' |

### Bảng B
| Đội        | ST | T | H | B | BT | BB | HS | Đ | Giành quyền tham dự |
| ---------- | -- | - | - | - | -- | -- | -- | - | ------------------- |
| Cameroon   | 3  | 2 | 1 | 0 | 2  | 0  | +2 | 7 | Bán kết             |
| Thổ Nhĩ Kỳ | 3  | 1 | 1 | 1 | 4  | 4  | 0  | 4 | Bán kết             |
| Brasil     | 3  | 1 | 1 | 1 | 3  | 3  | 0  | 4 |                     |
| Hoa Kỳ     | 3  | 0 | 1 | 2 | 1  | 3  | −2 | 1 |                     |

| Thổ Nhĩ Kỳ                       | 2–1      | Hoa Kỳ      |
| -------------------------------- | -------- | ----------- |
| Okan Y. 40' (ph.đ.) · Tuncay 73' | Chi tiết | Beasley 37' |

| Brasil | 0–1      | Cameroon  |
| ------ | -------- | --------- |
|        | Chi tiết | Eto'o 83' |

| Cameroon             | 1–0      | Thổ Nhĩ Kỳ |
| -------------------- | -------- | ---------- |
| Geremi 90+1' (ph.đ.) | Chi tiết |            |

| Brasil      | 1–0      | Hoa Kỳ |
| ----------- | -------- | ------ |
| Adriano 22' | Chi tiết |        |

| Brasil                   | 2–2      | Thổ Nhĩ Kỳ                 |
| ------------------------ | -------- | -------------------------- |
| Adriano 23' · Alex 90+3' | Chi tiết | Gökdeniz 53' · Okan Y. 81' |

| Hoa Kỳ | 0–0      | Cameroon |
| ------ | -------- | -------- |
|        | Chi tiết |          |

## Vòng đấu loại trực tiếp

### Sơ đồ
|  | Bán kết                    | Bán kết     |                          |   | Chung kết | Chung kết |
|  |                            |             |                          |   |           |           |
|  | 26 tháng 6 - Lyon          |             |                          |   |           |           |
|  |                            |             |                          |   |           |           |
|  | Cameroon                   | 1           |                          |   |           |           |
|  | Cameroon                   | 1           | 29 tháng 6 - Saint-Denis |   |           |           |
|  | Colombia                   | 0           |                          |   |           |           |
|  | Colombia                   | 0           | Cameroon                 | 0 |           |           |
|  | 26 tháng 6 - Saint-Denis   |             | Cameroon                 | 0 |           |           |
|  |                            | Pháp (h.p.) | 1                        |   |           |           |
|  | Pháp                       | Pháp (h.p.) | 1                        | 3 |           |           |
|  | Pháp                       |             |                          | 3 |           |           |
|  | Thổ Nhĩ Kỳ                 | 2           |                          |   |           |           |
|  | Thổ Nhĩ Kỳ                 | 2           | Tranh hạng ba            |   |           |           |
|  |                            |             |                          |   |           |           |
|  | 28 tháng 6 - Saint-Etienne |             |                          |   |           |           |
|  |                            |             |                          |   |           |           |
|  | Colombia                   | 1           |                          |   |           |           |
|  | Colombia                   | 1           |                          |   |           |           |
|  | Thổ Nhĩ Kỳ                 | 2           |                          |   |           |           |

### Bán kết
| Cameroon  | 1–0      | Colombia |
| --------- | -------- | -------- |
| Ndiefi 9' | Chi tiết |          |

| Pháp                                | 3–2      | Thổ Nhĩ Kỳ                |
| ----------------------------------- | -------- | ------------------------- |
| Henry 11' · Pirès 26' · Wiltord 43' | Chi tiết | Gökdeniz 42' · Tuncay 48' |

### Tranh hạng ba
| Colombia      | 1–2      | Thổ Nhĩ Kỳ              |
| ------------- | -------- | ----------------------- |
| Hernández 63' | Chi tiết | Tuncay 2' · Okan Y. 86' |

### Chung kết
| Cameroon | 0–1 (s.h.p.) | Pháp      |
| -------- | ------------ | --------- |
|          | Chi tiết     | Henry 97' |

## Giải thưởng
| Quả bóng vàng   | Chiếc giày vàng   | Đội đoạt giải phong cách |
| --------------- | ----------------- | ------------------------ |
| Thierry Henry   | Thierry Henry     | Nhật Bản                 |
| Quả bóng bạc    | Chiếc giày bạc    |                          |
| Tuncay Şanlı    | Tuncay Şanlı      |                          |
| Quả bóng đồng   | Chiếc giày đồng   |                          |
| Marc-Vivien Foé | Nakamura Shunsuke |                          |

## Cầu thủ ghi bàn
| 4 bàn - Thierry Henry 3 bàn - Giovanni Hernández - Robert Pirès - Nakamura Shunsuke - Tuncay Şanlı - Okan Yılmaz | 2 bàn - Adriano - Gökdeniz Karadeniz 1 bàn - Alex - Samuel Eto'o - Geremi - Pius Ndiefi - Jorge López | 1 bàn (tiếp) - Mario Yepes - Djibril Cissé - Ludovic Giuly - Sidney Govou - Olivier Kapo - Sylvain Wiltord - Nakata Hidetoshi - Raf de Gregorio - DaMarcus Beasley |